# ポーター (ビール)

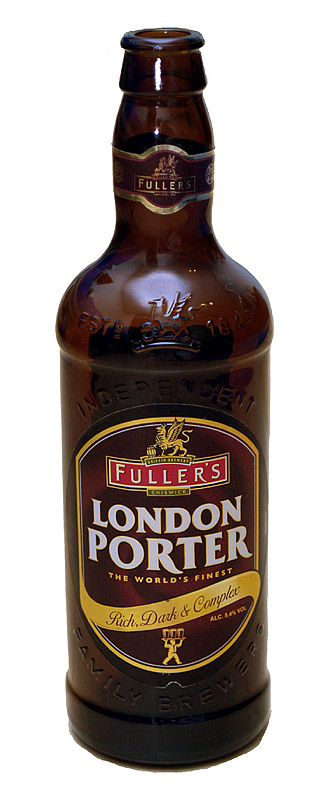
フラーズ（Fullers） ロンドンポーター（London Porter）

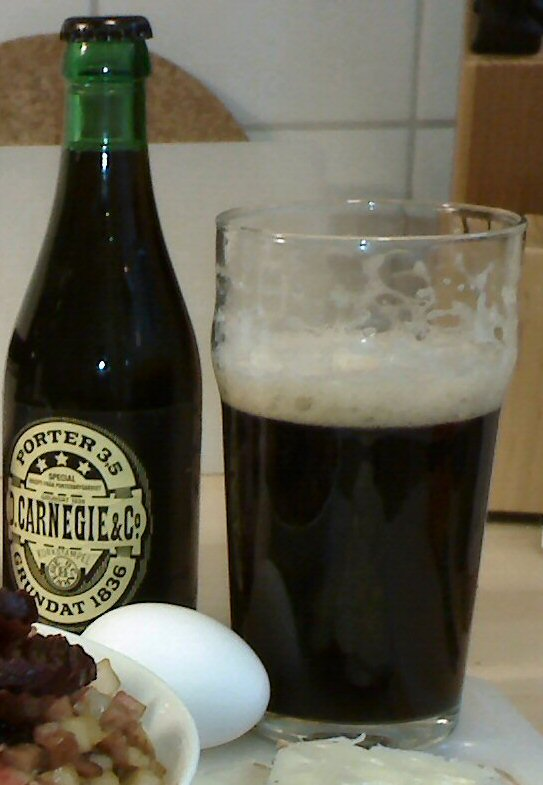
スウェーデン ヨーテボリのカーネギーポーター（Carnegie Porter）

ポーター（Porter）は暗い色を持つエールに類するビールの一種である。

## 概要
ポーターは18世紀に開発されたビールである。焙煎した茶色麦芽を用いた点が特徴で、焦がした麦芽の芳香とホップの苦さが味わえる。通常は硬水ではなく軟水で醸造される。ポーターの中でもアルコール度数の高いものは「スタウト・ポーター」と呼ばれたが、その後「スタウト」と呼ばれるようになった。
スタウトの代表的なブランドであるギネス社の「エクストラ・スタウト」は、1840年までは「エクストラ・スペリオール・ポーター」と呼ばれていたものである。
「ポーター」という名称は、テムズ川でロンドン市内まで運ばれた物品を市内各所に配送していた人々（ポーター）が好んで呑んだ事から来ている。

## 歴史
18世紀、古くなり酸味の出たブラウン・エール、ペールエール、新しいブラウン・エールの3種類を混ぜるThree Threadsと呼ばれる飲み方が流行っていた。これは提供する店側にとっては手間のかかることであった。1722年、ロンドンの醸造家ラルフ・ハーウッド(Ralph Harwood)が予め混ぜておいた「エンタイア(Entire)」というエールを販売したところ、これが好評となった。特に荷物運び労働者（ポーター）に人気があったことから、ポーターと呼ばれるようになった。なお、「ポーター」の名前には樽を持ってきた時のハーウッドの掛け声からなどの異説もある。ポーターの製法はイギリス全土に広まっていったが、ロンドンの水の影響なのかロンドン以外の地域で作ったポーターは味が落ちることが多かった。このため、ロンドンで作ったポーターをロンドン・ポーターと呼んで区別することもある。
初期のロンドン・ポーターは現代の基準でみると濃いビールだった。1770年の液体比重計を使った試験では、ポーターは初期比重1071、アルコール度数6.6%と記録されている。
ナポレオン戦争の間の増税のため初期比重は1055まで下がり、それが19世紀いっぱいまで続いた。このビールは大いに評判を得たので、種々様々の強さの中のポーターが製造されるようになった。初期比重1066ぐらいのシングル・スタウト・ポーターに始まり、初期比重1072のダブル・スタウト・ポーター（ギネスはこれの一種）、初期比重1078のトリプル・スタウト・ポーターおよび初期比重1095のインペリアル・スタウト・ポーターなどが生まれた。19世紀が過ぎるとともに、こうしたポーターの亜種は徐々に消えていった。しかしながら、英国のビール醸造者は様々なポーターとスタウトの両方を指す総括的な用語としてポーターを使用し続けた。
大ロンドンのポーター醸造所は、温度計（1760年頃）および液体比重計（1770年）のような多くの技術を開発した。液体比重計の導入はポーターの性質を変容させることになった。最初はポーターは褐色の麦芽100%から醸造されたのだが、使用した麦芽の反応割合を正確に測定できるようになったので、褐色の麦芽は白い麦芽より安いが、発酵性の原料の3分の2しか製品にならないことが分かった。折りしもナポレオン戦争の費用を捻出するために増税されたので、ビール醸造者には使用する麦芽を減らす誘因があった。彼らの解決法は、白い麦芽の割合を増やし、着色料を加えて予定の色調を得ることだった。1816年に、ビールの生産には麦芽とホップ以外の使用を禁ずる法律が可決され（一種の英国式ラインハイツゲボートReinheitsgebot）醸造所を困惑させた。これらの問題は1817年にホイーラーによるパテントモルトの発明によって解決された。現在では、ポーターは白い麦芽95%とパテントモルト5%から醸造することができるが、ほとんどのロンドンのビール醸造者では風味付けのためにある程度の褐色の麦芽を使用し続けている。
1800年までは、ロンドン・ポーターはみな6～18か月間大きな大樽（しばしば数百バレル入り）の中で熟成されてから、パブに配達するためのより小さな樽へ詰め替えられていたのだが、必ずしも全てのポーターを熟成させる必要がないことが発見された。少量のごく古いビール（18か月以上）を若い、または「マイルド」ポーターに混合することで古いビールに似た風味を作り出すことが出来るのだ。長期間格納しなければならないビールの量がより少ないので、これはポーターを製造するより安価な方法だった。通常は2分量の若いビールに1分量の古いビールを混合した。当時の人気作家の小説にこの酒が登場する場面がある。
1860年以降ポーターや古い味の人気が低下し始めたので、「マイルド」ポーターがますます出回るようになった。19世紀末の数十年間で多くのビール醸造所がポーターの生産を中止し、スタウトを醸造し続けたのは1～2ヶ所だけだった。まだポーターを続けたものでも、より弱くそしてより少ないホップで醸造した。1860年から1914年の間に、初期比重は1055から1040へ低下し、ホップ割合も36ガロンの樽当たり2ポンドから1ポンドまで落ちた。そこにはもはや、かつてはあれほど尊重され賞賛されたビールの面影はなかった。
第一次世界大戦中には穀物の不足により、濃いビールの生産は制限された。アイルランドにおいてはより緩い規則が適用されたため、ギネスのようなアイルランドのビール醸造者が瓶詰めスタウトの市場を支配することを許した。しかしながら、ほとんどのイングランドのビール醸造所は第二次世界大戦以降までドラフト・スタウトを醸造し続けた。それらは、戦前バージョンより相当に弱く、およそ1914年の頃のポーターと同程度だった（初期比重は1055～1060から1040～1042へ低下した）。かくしてシングル・スタウトの範疇にまで弱くなったポーターは、ゆっくりと衰退することになる。イングランド産ポーターは1940年頃醸造されたのが最後となった。

## 俗説
ダブリンのバート・シンノット（彼の父親はロンドンに3つのパブを持っていた）は、とあるロンドンのビール醸造所で麦芽を誤って焦がし、それを使って醸造した製品が黒かったことからポーターという名前が付いたと常々言っていた。その醸造所はこの誤りから出来た製品が売り物にならないと考えたので、パブにビールを配達している荷運び人にこの黒いビールを与えたのだと言う。後は史実の通り……良い話だが、しかしこれは事実ではない。他のいくつかのタイプのビール（例えばドルトムンダー・エクスポート）も似たような「事故」の物語でその起源を説明している。

## アイルランドのポーター
アイルランドではポーターは、増え続けるロンドンからの輸入ビールへの反応として、1780年代頃最初に醸造された。ギネスは1790年代にポーターを導入したが、数年間はエール酒も醸造し続けた。
アイルランド（特にダブリン）では、ポーターは「プレイン・ポーター」あるいは単に「プレイン」として知られていた。これが、フラン・オブライエンの詩「労働者の友 (The Workman's Friend)」の有名なリフレインで言及された飲料である。さらに、Saw Doctorの歌「Hey Wrap」の中でも言及される。逆に、特別強いポーターがスタウト・ポーターと呼ばれ、後のスタウトになった。
「プレイン・ポーター」と呼ばれたビールは、今でもダブリンのポーターハウス小規模醸造所で醸造されているが、ギネス・アイリッシュ・ポーターは1970年代の初めに製作されたものが最後となった。
スタウトはポーターとは別の様式に変化した。しかし、今日なおこの区分けが適切かどうかには多くの討論がある。通常、あるエール酒がポーターかスタウトかを決める要因は、強さである。パテント・モルトとして知られる、黒くなるまで焦がした麦芽が1817年に発明されて以降、アイルランドのビール醸造者は、暗い色と焦げた薫りをビールに与えるための褐色の麦芽の使用をやめ、パテント・モルトと白い麦芽のみを使用した。一方で、イングランドのビール醸造者はある程度褐色の麦芽を使用し続けたので、イングランドとアイルランドのポーター間に様式の差ができた。またスタウトは、時々ローストした大麦（発芽していないもの）を使用することがあり、それはコーヒーの風味を加えることができる。

## バルチック・ポーター
英国からバルト海の沿岸地域へ輸出されたポーターの影響で、その地域のビール醸造者が自身でポーターを作り始めた。今日ではバルト海に面したすべての国がポーターを醸造し続けている。
バルチック・ポーターは普通のポーターよりアルコール濃度が高い。バルチック・ポーターは、上面発酵ビール（つまりエール酒様式）の一種として18世紀に英国から導入されたもので、これが現地で製作され始めた時、現地の様式に影響を受け、現在ではほとんどがラガービール様式の下面発酵ビールとして醸造される。多くのバルチック・ポーターもロシアン・インペリアル・スタウトの影響を受けた。
過去20年の小規模醸造所の復興により、ポーターの人気はやや復活し、多くの新しい種類が世界中で入手可能になった。ポーターは、アメリカにおいて特に有名で人気がある。